# منتخب ماليزيا لهوكي الجليد للسيدات
منتخب ماليزيا لهوكي الجليد للسيدات هو ممثل ماليزيا الرسمي في المنافسات الدولية في هوكي الجليد في فئة هوكي الجليد للسيدات ‏ .

## طالع أيضًا
- منتخب ماليزيا لهوكي الجليد للرجال